# شبکه توسعه آقاخان

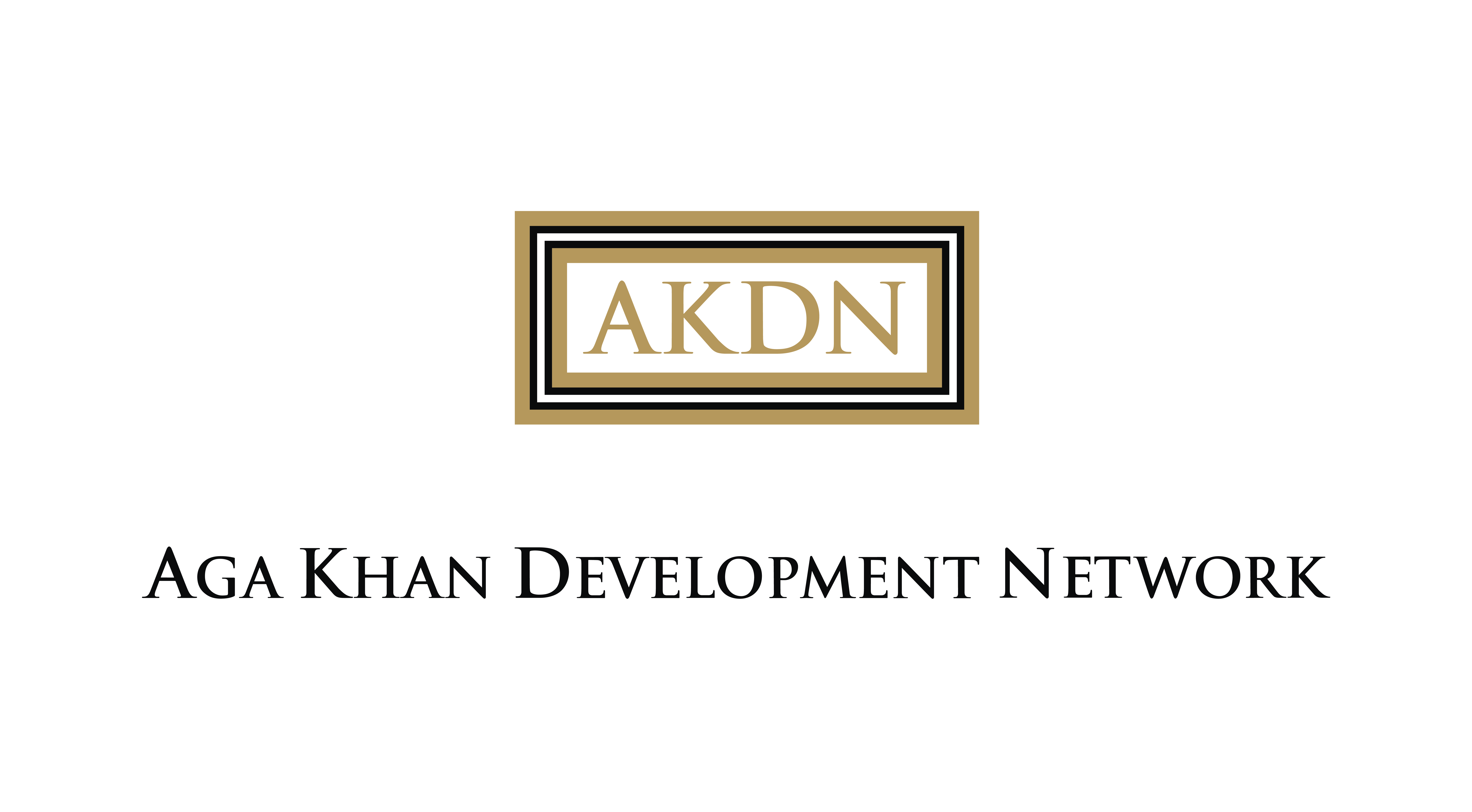
لوگوی مؤسسه

شبکهٔ توسعهٔ آقاخان (AKDN) نام مؤسسه‌ای است شامل ده‌ها آژانس مختلف که به فعالیت‌های بشردوستانه در کشورهای فقیر و در حال توسعه می‌پردازد.
این شبکه متعلق به کریم آقاخان، امام زمان شیعیان اسماعیلی است که در عین حال سی‌ودومین سرمایه‌دار انگلیس نیز به‌شمار می‌رود.
کریم آقاخان مؤسس مؤسسهٔ مطالعات اسماعیلی، مرکز جهانی کثرت‌گرایی، دانشگاه آسیای میانه و دانشگاه آقاخان است. جایزهٔ معماری آقاخان، جایزهٔ موسیقی آقاخان، جایزهٔ محیط زیست آقاخان از دیگر اقدامات وی است.
وی بنیان‌گذار و رئیس «شبکهٔ توسعهٔ آقاخان» یا "AKDN" است. فعالیت شبکهٔ او در کشورهای در حال توسعه است و تاکنون از کشورهای آلمان و کانادا عناوین افتخاری دریافت کرده است.
رئیس‌جمهور پرتغال طی مراسم اعطای اولین جایزهٔ موسیقی آقاخان در لیسبون، در روز ۱۱ فروردین ۱۳۹۸، اعلام کرد که دولت پرتغال به او شهروندی پرتغال را اعطا کرده است. از سال گذشته، پس از امضای توافق‌نامه‌ای میان دولت پرتغال و امامت اسماعیلی، مسند امامت اسماعیلی با عنوان «دیوان امامت اسماعیلی» پایگاهی دایمی در لیسبون پرتغال دارد. روند نهایی شدن این پیمان نزدیک به ۵ سال به طول انجامید و از سوی پارلمان کشور پرتغال تصویب شد. این پیمان تنها قرارداد مشابهی که، دولت پرتغال، ی سکولار غربی با نهادی دینی دارد، قراردادی است که این دولت با کلیسای کاتولیک رم دارد. جایزهٔ محیط زیست آقاخان و جایزهٔ معماری آقاخان و جایزهٔ موسیقی آقاخان از جمله جوایزی است که شبکهٔ توسعه آقاخان ایجاد کرده است.

## جایزه معماری آقاخان
این جایزه که در سال ۱۹۷۷ میلادی پایه گذاشته شده، از نظر مالی برترین جایزه معماری در جهان به‌شمار می‌آید. جایزه معماری آقاخان هر سه‌سال یک‌بار از سوی بنیاد آقاخان، به مبلغ یک میلیون دلار به یک یا چند معمار زنده اعطا می‌گردد.

## جایزه محیط زیست آقاخان
شبکه توسعهٔ آقاخان، در همکاری با شاهزاده ویلیام بریتانیا، به افراد یا نهادهایی که برای بحران‌های محیط زیستی و بهبود معیارهای زندگی مردم جهان، راه‌کارهایی پیدا کنند، جایزه می‌دهد. هر سال، پنج جایزهٔ یک میلیون پوندی به اشخاص، دانشمندان، اقتصاددانان، فعالان محیط زیست، رهبران حکومت‌ها، بانک‌ها و هر شخص یا نهاد دیگری که فعالیت‌هایی در زمینهٔ حفظ اقلیم و محیط زیست داشته باشد، اعطا شود. روند نامزدی اشخاص و نهادها در این برنامه به روز اول ماه نوامبر آغاز خواهد شد و آنان باید ۵ مرحله را پشت سر بگذارند. سپس، از میان ۱۵ نامزد، پنج شخص یا نهاد، برنده و برگزیده خواهند شد و هر کدام از آنها برای پیشبرد برنامه‌های محیط زیستی، یک میلیون پوند دریافت خواهند کرد.

## جایزه موسیقی آقاخان
بنیاد آقاخان جوایز موسیقی خود را به هدف تقدیر از خلاقیت، پشتکار و تعهد در موسیقی مردم کشورهای اسلامی و سرزمین‌هایی که مسلمانان در آن حضور پررنگی دارند پایه نهاده‌است. این بنیاد غیرانتفاعی در اهدا این جوایز به جنبه‌های مختلف اجرا، خلق، حفظ، احیا و اشاعه توجه دارد. ۱۱ فروردین ۱۳۹۸، نخستین دورهٔ جایزهٔ مؤسسهٔ بین‌المللیِ موسیقیِ آقاخان در موزهٔ گولبنکیانِ لیسبونِ پرتغال با حضور برگزیدگان و مهمانانی از کشورهای مختلف از جمله ایران برگزار شد. در این دوره، جایزهٔ ویژهٔ «خداوندگار موسیقی» به محمدرضا شجریان، خوانندهٔ موسیقی ایرانی تقدیم شد. در این جشنواره همچنین داریوش طلایی، نوازندهٔ تار و سه‌تار، و شاهو عندلیبی نوازندهٔ نی جایزهٔ ویژه دریافت کردند.